# 세계페어바둑협회
세계페어바둑협회(영어|World Pair Go Association,WPGA)는 2008년 페어바둑의 국제적인 보급과 진흥을 도모하고, 페어바둑 선수들의 유대를 강화하며, 세계 페어바둑 국제바둑연맹, 국제마인드스포츠협회와 연계하여 마인드스포츠의 보급에 힘쓰는 것을 목적으로 설립되었다.

## 개요
세계페어바둑협회(World Pair Go Association 「WPGA」)는 세계에 페어바둑을 육성/ 보급 및 발전시키고, 페어바둑 국제대회 또는 세계선수권대회를 기획/운영하며,  이러한 대회개최에 필요한 국제규칙을 확립함과 동시에 국제바둑연맹(International Go Federation)과 협력하여 페어바둑을 통해 바둑의 보급 및 발전에 노력하는 것을 목적으로 한다.
세계페어바둑협회는 비영리단체이며, 재원은 이러한 유익한 목적을 추진하기 위해서만 사용된다.

## 임원
- 회장(일본) : 마츠우라 아키라
- 부회장(일본) : 다키 히로코
- 이사(중국) : 저우 구오핑
- 이사(한국) : 양재호
- 이사 (유럽) : 마틴 스티어시니
- 이사 (북미) : 토마스 샨理事（北米）：ja:トーマス・シャン
- 이사 (라틴 아메리카) : 에두아르도 로페즈
- 명예회장(일본) : 다키 히사오

2023년 1월 1일 현재

## 회원 자격
국제바둑연맹에 가맹하고 있는 나라/지역을 대표하는 페어바둑단체 또는 바둑단체는 세계페어바둑협회에 가맹을 신청할 자격을 가지며, 이사회의 승인을 얻어 세계페어바둑협회 회원이 된다.

## 이사
세계페어바둑협회의 관리/운영을 목적으로, 세계페어바둑협회는 6명 이상 10명 이하의 이사를 두는 것으로 한다. 이사회가 필요하다고 인정한 경우에는 이사회의 결의에 의하여 한 명의 이사를 추가로 선임할 수 있다.

## 활동과 역사
1990년 12월에, 페어바둑의 보급과 국제친목의 강화를 목적으로, 국제바둑 아마추어 페어 토너먼트 대회(현재의 국제 아마추어 페어바둑 선수권대회)를 개최했다.  두뇌 게임인 페어바둑은 다양한 이벤트를 통해 국제 친선에 공헌해 왔다. 국제마인드 스포츠협회(IMSA)가 바둑, 브릿지, 체스, 드래프트(체커), 샹치(중국 장기)의 5개를 경기 종목으로 하는 「제1회 월드마인드 스포츠게임즈」를 베이징에서 개최하고,페어바둑이 바둑의 공식 종목 중 하나로 채용되었다. 이러한 상황을 배경으로, 2008년, 페어바둑의 국제적 보급과 진흥을 한층 더 도모하는 것, 페어바둑 플레이어의 유대를 깊게 해, 세계의 페어바둑 이벤트를 지원해, 국제바둑연맹, 국제마인드스포츠협회와 한층 더 연계해 마인드 스포츠의 보급에 노력하는 것을 목적으로, 「세계페어바둑 협회」가 설립된다. 마츠우라 아키라 씨(제8대 유네스코 사무국장)가 초대 회장으로 취임했다.
일본페어바둑협회와 함께 국제바둑연맹(IGF)및 국제마인드　스포츠협회와 협력하여, 페어바둑 규칙에 근거해, 마인드 스포츠의 공식 종목으로서 페어바둑의 더 나은 국제 보급을 목표로 하고 있다.

## 회원국・지역
- 아시아 16개국・지역
  - 브루나이 / 중국 / 인도 / 인도네시아 / 이란 / 일본 / 한국 / 말레이시아 / 몽골 / 네팔 / 필리핀 / 싱가포르 / 태국 / 베트남 / 중화 타이페이 / 중국 홍콩
- 유럽 39개국
  - 아르메니아 / 오스트리아 / 아제르바이잔 / 벨라루시 / 벨기에 / 보스니아 헤르체고비나 / 불가리아 / 크로아티아 / 키프로스 / 체코 / 덴마크 / 핀란드 / 프랑스 / 조지아 / 독일 / 헝가리 / 아이슬란드 / 아일랜드 / 이스라엘 / 이탈리아 / 카자흐스탄 / 라트비아 / 리투아니아 / 룩셈부르크 / 네덜란드 / 노르웨이 / 폴란드 / 포르투갈 / 루마니아 / 러시아 / 세르비아 / 슬로바키아 / 슬로베니아 / 스페인 / 스웨덴 / 스위스 / 터키 / 우크라이나 / 영국
- 아프리카 3개국
  - 마다가스카르 / 모로코 / 남아프리카 공화국
- 남북아메리카 15개국
  - 아르헨티나 / 브라질 / 캐나다 / 칠레 / 콜롬비아 / 코스타리카 / 쿠바 / 에콰도르 / 과테말라 / 멕시코 / 파나마 / 페루 / 우루과이 / 미국 / 베네수엘라
- 오세아니아 2개국
  - 호주/뉴질랜드

합계 82개국·지역(2023년 1월 1일 현재)

## PGPP
PGPP는 페어바둑 프로모션 파트너의 이니셜이다. 페어바둑 육성의 의의에 공감해, 자신의 나라·지역에서 적극적으로 페어바둑을 보급하는 활동을 실시하고 있다. 1990년에 페어바둑이 창안된 뒤 '국제 아마추어 페어바둑 선수권대회' 등의 페어 바둑의 국제대회에 참가한 선수와 임원들이 PGPP에 취임하고 있으며, 그 수는 현재까지 82개국/지역에서 1500명 이상이다. 세계 각국/지역에서 페어바둑의 지도/보급으로 활약하며, 페어바둑의 국제적인 보급 확대에 큰 역할을 하고 있다.

## 관련 조직
- 국제마인드스포츠협회(IMSA)
- 국제바둑연맹(IGF)
- 공익재단법인 일본페어바둑협회